# Баллимони (район)
Баллимони (англ. Ballymoney Borough Council) — район, существовавший до 1 апреля 2015 года в Северной Ирландии в графстве Антрим.
В 2011 году планировалось объединить район с районами Колрэйн, Лимавэди и Мойл, однако в июне 2010 года Кабинет министров Северной Ирландии сообщил, что не может согласиться с реформой местного самоуправления и существующая система районов останется прежней в обозримом будущем.
С 1 апреля 2015 года объединён с районами Колрэйн, Лимавэди и Мойл в район Козуэй-Кост-энд-Гленс.